# ウルトラニャン
ウルトラニャンは1997年に公開された日本のアニメ映画およびその主人公の名称。『ウルトラニャン 星空から舞い降りたふしぎネコ』と、その翌年に続編の『ウルトラニャン2 ハッピー大作戦』の2作品が製作された。
1. 第1作『ウルトラニャン 星空から舞い降りたふしぎネコ』
1997年4月12日全国松竹系にて公開。同時上映：『ウルトラマンゼアス2 超人大戦・光と影』。
2. 第2作『ウルトラニャン2 ハッピー大作戦』
1998年3月14日全国松竹系にて公開。同時上映：『ウルトラマンティガ&ウルトラマンダイナ 光の星の戦士たち』。

## 第1作『ウルトラニャン 星空から舞い降りたふしぎネコ』
星空から舞い降りたふしぎネコのニャンと少女はるかの出会いと猫密売者との戦いを描く。
- 主題歌「SWEET LOVE」（作詞：石岡美紀 / 作曲：MIYUKI / 編曲：山本健司 / 歌：ナディア）
  - CDでは「MY SWEET LOVE SONG」と表記されている。シングルは発売されず、『ウルトラマンゼアス2 サウンドトラック』にて初商品化。

## 第2作『ウルトラニャン2 ハッピー大作戦』
第1作目の続編。猫とカラスの対立を描く。そのため、人間側のドラマは少なめとなっている。
- 主題歌「不思議猫ウルトラニャン」（作詞：佐藤ありす / 作曲：池毅 / 編曲：戸塚修 / 歌：堀内久美子）

## ウルトラニャン
- ニャン / 超ネコ戦士ウルトラニャン

地球の姉妹星の猫座の尻尾に当たるフェリス星からやってきた宇宙猫。オスで人間年齢は約22歳。『ニャン・チェン・フォム』と呼ぶ物に命を与える超能力を持っており、ニャンテール（尻尾）を撫でることにより好きなものに変えることができる。ただし尻尾を捕まえられると一瞬でパワーがなくなってしまう弱点も持つ。
- - マネキウム光線

招き猫のように組んだ腕から放つ必殺の光線技。ニャン・チェン・フォムをパワーアップさせたもので、強力であるが生命エネルギーの消費が激しい。
- - ニャンフライト - 空中飛行。最高速度881km/h
  - ニャンジャンプ - 陸上跳躍。最高高度45m
  - ニャンダッシュ - 陸上走行。最高速度194km/h
  - ニャンスイム - 水中潜行。最高速度41km/h
  - ニャンドリル - 地中進行。最高速度56km/h

## 登場人物
ニャン
声 - 亀井芳子
地球とネコ座の尻尾にあたるフェリス星出身の宇宙猫。地球とフェリス星の繋がりと猫の使命を取り戻すべく、星空と共に地球にやってきた。有事の際はウルトラニャンに変身する。年齢は人間でいえば22歳。
第1作目では地球に着いて早々に左足を怪我し、駅裏の空きビルで休んでいた時にはるかと出会い、彼女に手当てをしてもらい、これが許ではるかと仲良くなる。犬神事件解決後はマンションがペット禁止なために飼えないはるかの代わりにユキの家でお世話になることになった。
第2作目でははるかのマンションのペット禁止が廃止されたことから、はるかの部屋で生活。風呂嫌いであることも判明。ノブナガ一派のペンキ攻撃で尻尾のリングが変色してしまったがはるかとのハッピーで元に戻った。
はるか
声 - 押谷芽衣
小学1年生の少女。活発な性格で好奇心旺盛で猫が大好き。ユキやショウからははるちゃんと呼ばれている。
第1作目では霧の夜に現れた化け猫退治のために空きビルに足を運び、化け猫の正体が怪我をしていたニャンだと知るとニャンを手当てして、友達になる。
第2作目では魚嫌いなことが判明するがニャンともっと仲良くなりたい一心で魚を食べ続けたことで魚嫌いを克服した。
モモ
声 - 氷上恭子
ユキの家で飼われている雌猫。紫のリボンがトレードマーク。町の猫たちのマドンナで「アバンチュール」と「アドベンチャー」がモットー。年齢は人間でいえば18～19歳。
第1作目では犬神と猿田に捕まりそうになった際にニャンに助けられたことから彼に恋心を抱き、熱烈なアプローチを始める。
第2作目では博士や小助と共に乳母車を改造した飛行機で竜二一家を救う姿も見せた。
ユキ
声 - 増田ゆき
はるかのクラスメートで親友。小学生ながらも女子高生のように大人びた感性の持ち主。家は寿司文という名の寿司屋。
第1作目では木に登って降りられなくなったモモを助けてくれたはるかたちに寿司をご馳走し、エピローグでははるかの代わりにニャンを預かる。
第2作目ではニャンははるかと共に暮らし始めるもアレルギー中のはるかに代わり、ニャンを再び預かることにした。
博士
声 - 北村弘一
物知り博士な長老猫。普段は神社に住んでいる。年齢は人間でいえば70歳。
第1作目ではニャンが来た直後、フェリス星の存在をモモたちに語って聞かせた。
第2作目ではドーベルマンの警護の下、ノブナガ一派と和平会談をするがノブナガ一派のペンキ攻撃で話し合いは一度は台無しになってしまう。
小助
声 - 近藤玲子
山田という人間に飼われている猫。生意気なところがあるが情報通。竜二を慕っている。年齢は人間でいえば23～24歳。
第2作目ではカラスに襲われながらも帰ってきた竜二に助けられる。
アンコ
声 - 定岡小百合
幼い双子猫の母猫。ふくよかで母親らしい落ち着きを持ち、以前は花ちゃんと呼ばれていた。ねぐらは駐車場。年齢は人間でいえば35～36歳。
第2作目では流れ者の夫の竜二に呆れながらも彼のことを愛しており、ノブナガ組に連れ去られた子猫たちを救うために夫婦で力を合わせた。
ダブ
声 - 奥島和美
アンコの子供の1人でドラの双子の兄弟。年齢は人間でいえば3歳。
ドラ
声 - 黒田弥生
アンコの子供の1人でダブの双子の兄弟。年齢は人間でいえば3歳。
はるかの母
声 - 岡本茉利
はるかの母親。
はるかに対しては内緒で空きビルに向かったり、ニャンを隠して飼っていたことを叱るが犬神事件に巻き込まれたはるかの身を案じる姿も見せている。
第2作目でははるかが魚嫌いを克服したことを喜ぶ姿を見せた。
マモル
声 - 喜田あゆみ
はるかの友達でクラスメイト。はるかグループのリーダー的存在で負けず嫌い。第1作目に登場。
はるかやショウと共に化け猫退治に向かった際には化け猫に驚き、ショウと共に逃げ出してしまうがその後の犬神事件でははるかを救出している。
ショウ
声 - 津村まこと
はるかの友達でクラスメイト。運動音痴で気が弱いが成績は優秀でトップクラスだが宿題をいつも忘れている。第1作目に登場。
犬神
声 - 嶋崎靖
犬神ペットセンターという猫密売を行っている男。第1作目に登場。
はるかたちが秘密基地としている空き屋の事務所の地下室に捕まえた猫たちを閉じ込め、ニャンを捕まえた際にははるかも袋に閉じ込めるがユキたちにはるかを救出されてしまう。ユキからの通報で駆け付けた警察から逃走し、その途中で車が海に落ちてしまうがウルトラニャンの力で車がクジラになったことで助かり、警察に逮捕された。
猿田
声 - 真殿光昭
犬神の部下で犬神のことは「社長」と呼んでいる。犬神同様に逮捕される。第1作目に登場。
竜二
声 - 納谷六朗
アンコの夫の虎猫。旅好きでギターを背負っている。小助からは「竜二の兄貴」と呼ばれ、慕われている。
第1作目ではパンフレットで存在のみが言及され、第2作目で正式登場。
ノブナガ
声 - 大塚明夫
北の山の森に棲むカラスたちのボス。第2作目に登場。
開発工事で森が死にかけたことから、はるかが暮らす町に移り住むようになるがそこでアレルギーを起こしてしまい、その原因が猫だと決めつけ、町の猫や犬たちに襲いかかり、猫丸公園を自分たちの住処にしようとする。アレルギーの本当の原因は烏森スーパー進学塾の弁当にあり、そのアレルギーは魚を食べることで治せることを知ったウルトラニャンたちの尽力でアレルギーが治り、猫たちと和解。お詫びにアンコの双子を背に乗せて飛ぶ姿を見せている。
ゴエモン
声 - 坂東尚樹
ノブナガ組の一員のカラス。第2作目に登場。
頭には穴の開いた帽子を被り、タバコをふかす。飄々とした態度だがノブナガ一派では珍しく、争いごとは嫌いな平和主義者。ゆえにニャンの頼みを聞いて、交渉の場を設け、魚が好物だったことからアレルギーにはならず、解決のための魚を猫たちと共に集める姿も見せた。
ランマル
声 - 幸田直子
ノブナガの右腕的存在のメスカラス。第2作目に登場。
好戦的な性格で小助に襲いかかったり、ダブとドラを誘拐したりした。和解・改心後はノブナガやゴエモンと共にダブとトラを喜ばせている姿を見せている。
先生
声 - 樫井笙人
はるかやユキが通っている烏森スーパー進学塾の教師。第2作目に登場。
この塾の弁当は化学薬品や栄養剤の副作用で猫アレルギーを起こし、この弁当を食したはるかやノブナガ組は魚を食べなかったことから、アレルギーが治らずにいた。カラス騒動解決後、弁当問題から塾は閉鎖された。

## スタッフ
- 監督 - ときたひろこ
- 脚本 - 村井さだゆき（第1作）、會川昇（第2作）
- キャラクターデザイン - 高木信一郎
- 絵コンテ - ときたひろこ、木村哲（第2作）
- 作画監督 - 安藤正浩
- 美術監督 - 田尻健一
- 色彩設計 - 西香代子
- 撮影監督 - 岡崎英夫
- 編集 - 瀬山武司
- 音楽 - 山本健司（第1作）、池毅（第2作）、戸塚修（第2作）
- 音響監督 - 宇井孝司
- 制作プロデューサー - 浅利義美、大橋浩一郎
- プロデューサー - 鈴木清、森島恒行（第1作）、石松茂樹（第1作）、吉田剛（第2作）、川城和実（第2作）
- アニメーション制作 - トライアングルスタッフ
- 製作 - 円谷プロダクション、ソニー・ミュージックエンタテインメント（第1作）、電通（第1作）、松竹（第2作）、バンダイビジュアル（第2作）
- 配給 - 松竹

## 漫画
- てれびくん 1998年連載 犬木栄治

## 映像ソフト化
- VHSはそれぞれの併映作品に同時収録されている。
- 第2作は上映年の1998年にバンダイのVHSレーベル「ばっちしVシリーズ」から単体での発売もされた。 収録時間は30分。
- DVDは第2作のみ、VHSと同じく『ティガ&ダイナ』と同時収録されている。第1作は未DVD化（併映作品の『ゼアス2』は前作『ウルトラマンゼアス』との同時収録）。

## その他
- 上記映画公開後に児童誌の『めばえ』の1999年分6月号からも展開が行われ、そちらでは、ウルトラニャンは登場せず、はるかがニャンのリングと自身の左腕のふしぎなブレスレットとハッピーパワーで大人に変身し、いたずらネコの女王ゴーニャと部下ニャーゴの悪事を解決していく、魔法少女的展開が描かれた。
- 映画『ウルトラマンティガ THE FINAL ODYSSEY』に、ニャンの着ぐるみが登場するシーンがある。